# Soules-Verschwörung
Die Soules-Verschwörung (auch Soulis-Verschwörung; englisch Soules conspiracy) war der Versuch einer Gruppe schottischer Adliger, König Robert Bruce zu stürzen. Bevor die Verschwörer ihre Pläne umsetzen konnten, wurde die Verschwörung im Sommer 1320 aufgedeckt.

## Hintergrund
Im Schottischen Unabhängigkeitskrieg hatten die Schotten unter Robert Bruce im September 1319 eine englische Belagerung von Berwick abgewehrt. Im April 1320 besiegelten zahlreiche schottische Barone die Declaration of Arbroath, in der sie versicherten, niemals eine englische Herrschaft über Schottland anzuerkennen. Trotz dieser offenbar eindrucksvollen Unterstützung durch den schottischen Adel gab es jedoch eine ganze Reihe von Baronen, die die Herrschaft von Robert Bruce ablehnten und ihn stürzen wollten. Wie die Verschwörer vorgehen wollten, ist nicht überliefert. Über einen längeren Zeitraum zwischen August 1320 und dem 18. November 1320 sind keine Urkunden von Robert Bruce erhalten. Über die Verschwörung wird nur knapp in den Chroniken von John Barbour, Thomas Gray und der Scotichronicon berichtet.

## Die Verschwörung
Zu den Verschwörern gehörten vor allem Barone, die sich erst nach der englischen Niederlage bei Bannockburn 1314 Bruce unterworfen hatten. Der schottische König hatte sie dennoch meist in Gnaden aufgenommen. Dazu waren viele der Verschwörer mit der Familie Comyn verwandt. Die meisten Mitglieder dieser bis dahin mächtigen Familie waren zu Beginn der Herrschaft von Robert Bruce dessen erbitterte Gegner, bis sie nach der Niederlage bei Inverurie 1308 aus Schottland flüchten mussten. Benannt wurde die Verschwörung nach William Soules, dessen Mutter eine Schwester von John Comyn, 7. Earl of Buchan gewesen war. Nach dem Chronisten Barbour wollten die Verschwörer William Soules zum König erheben. Soules Vater Nicholas de Soulis hatte 1291 mit den schottischen Thron beansprucht. Seine Ansprüche hatten zwar keine Aussicht auf Erfolg gehabt, doch dennoch hätte Soules einen Anspruch auf den Thron gehabt. Dennoch gilt es als unwahrscheinlich, dass die Verschwörer Soules zum König erheben wollten. Wahrscheinlicher ist, dass sie Bruce ermorden und als seinen Nachfolger Edward Balliol zum König erklären wollten, den ältesten Sohn des 1296 zur Abdankung gezwungenen Königs John Balliol. Bis 1304 hatten die Guardians und zahlreiche schottischen Barone den Krieg gegen England im Namen von Balliol fortgeführt. Vermutlich aus Loyalität zu Balliol hatte John Comyn of Badenoch 1306 eine Thronbesteigung von Bruce abgelehnt, worauf ihn Bruce ermordet hatte. Möglicherweise sahen einige Verschwörer Bruce auch als Hindernis für einen Frieden mit England, nachdem der englische König trotz der Niederlage bei Bannockburn den Krieg fortführte und Bruce nicht als König anerkennen wollte. Vermutlich ab Ende 1318, nach dem Scheitern des Kriegs der Bruce in Irland und dem Tod von Edward Bruce bildete sich die Verschwörung. Edward Bruce war der letzte Bruder und bisherige Erbe des Königs, der zu dieser Zeit ohne männliche Nachkommen war. Edward Balliol war 1318 nach England zurückgekehrt und stand als Thronanwärter zur Verfügung. Er hätte aber wohl die Oberherrschaft des englischen Königs akzeptieren müssen.

## Aufdeckung, Niederschlagung und Verurteilung
Bevor die Verschwörer ihre Pläne umsetzen konnten, wurde die Verschwörung aufgedeckt, wobei es darüber unterschiedliche Angaben gibt. Nach der einen Version erfuhren der Earl of Dunbar und Murdoch Menteith von der Verschwörung. Dunbar gehörte einer schottischen Gesandtschaft an, die zum Papsthof nach Avignon reisen sollte. Vielleicht erfuhr er während der Reise in Frankreich von der Verschwörung, vielleicht sogar durch Mitglieder der Delegation, die den englischen König Eduard II. bei seinem Besuch in Frankreich begleitete. Daraufhin kehrte Dunbar sofort nach Schottland zurück und informierte den König. Wie Menteith von der Verschwörung erfahren hatte, ist unklar. Nach Thomas Gray erfuhr er in England von den Plänen der Verschwörer, worauf er die Seiten wechselte und Robert Bruce warnte. Wahrscheinlich hatte Menteith aber bereits spätestens im Dezember 1318 die Seiten gewechselt, also lange vor der Aufdeckung der Verschwörung. Nach John Barbour soll die Verschwörung von einer Frau verraten worden sein, deren Namen er nicht erfahren hatte. Diese Frau könnte die Countess of Strathearn gewesen sein, aber auch Isabel Strathbogie hätte Gründe für einen Verrat der Verschwörung gehabt.
Bruce handelte auf jeden Fall rasch und ließ Soules und etwa ein Dutzend weitere Adlige verhaften. Dabei wurden womöglich Philip und Robert Mowbray getötet. Einige Verschwörer, darunter Ingram de Umfraville und Sir William Mowat konnten nach England flüchten. Soules, David Brechin und Roger Mowbray wurden wegen Hochverrat angeklagt, dazu berief Bruce für den 4. August 1320 ein Parlament nach Scone. Vor dieser später Black Parliament genannten Versammlung gestanden Soules und die Countess of Strathearn die Verschwörung, worauf sie zu lebenslanger Gefangenschaft verurteilt wurden. Mit Gilbert Malherbe, John of Logie, Richard Broun und David Brechin wurden vier Verschwörer zum Tod verurteilt. Dabei wurde Brechin nicht für eine Beteiligung an der Verschwörung verurteilt, sondern weil er von der Verschwörung erfahren, den König aber nicht gewarnt hätte. Die Verurteilten wurden als Verräter zur Hinrichtung geschleift, dann gehängt und letztlich geköpft. Andere der Verhafteten dagegen wurden freigesprochen, darunter Eustace of Maxwell, Walter of Barclay und Patrick of Graham. Die Leiche des vermutlich getöteten Roger Mowbray wurde auf einer Bahre vor die Parlamentsversammlung getragen und wegen Verrats verurteilt. Nach dieser Verurteilung konnte der König seinen Besitz beschlagnahmen, die Leiche wurde danach in aller Stille beigesetzt. Auch die Besitzungen der anderen Verschwörer wurden vom König beschlagnahmt und an seine Unterstützer verteilt. Zahlreiche Söhne, Verwandte und Gefolgsleute der Verurteilten mussten ebenfalls aus Schottland flüchten. Robert Bruce belohnte Menteith, in dem er ihn vor 1323 zum Earl of Menteith erhob.

## Folgen
Die Soules-Verschwörung hatte wohl mehr Unterstützer unter den schottischen Adligen gehabt, als in der älteren Forschung angenommen wurde. Etwa ein Viertel der Barone, die noch im April 1320 die Declaration of Arbroath besiegelt hatten, waren mehr oder weniger in die Verschwörung involviert gewesen. Sie war auch kein Ausdruck kurzzeitiger Unzufriedenheit einiger Barone, sondern wurde über längeren Zeitraum vorbereitet. Dadurch, dass die englische Regierung von der Verschwörung wusste und die Verschwörer womöglich unterstützte, stellte die Verschwörung eine erhebliche Gefahr für die Herrschaft von Bruce dar. Dabei machte die Verschwörung deutlich, dass Robert Bruce trotz all seiner Erfolge als König von vielen Schotten immer noch als Usurpator angesehen wurde. Durch die Aufdeckung der Verschwörung und durch die Verurteilung der Verschwörer wurde die Herrschaft von Bruce aber gefestigt. Als nach dem Tod von Bruce 1332 die sogenannten Enterbten in Schottland einfielen, um Edward Balliol auf den Thron zu schaffen, schlossen sich ihnen viele schottische Adlige an, die offenbar bereits 1320 mit den Verschwörern sympathisiert hatten.